# Hewitt (wieś)
Hewitt – wieś w Stanach Zjednoczonych, w stanie Wisconsin, w hrabstwie Wood.